# Neuer jüdischer Friedhof (Brüggen)

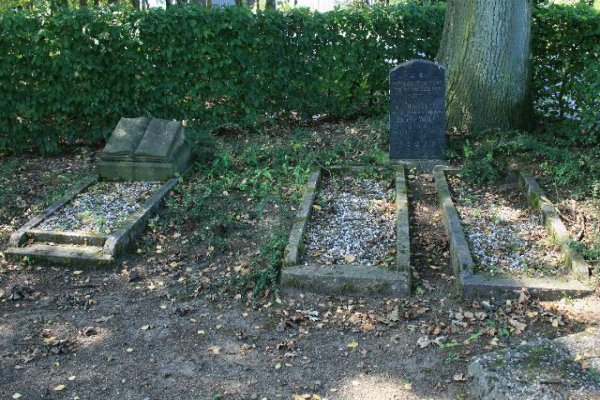

Der Neue jüdische Friedhof Brüggen liegt im Zentralort der Gemeinde Brüggen im Kreis Viersen in Nordrhein-Westfalen.
Auf dem jüdischen Friedhof an der Herrenlandstraße sind noch fünf Grabsteine (Mazewot) vorhanden. Die Begräbnisordnung ist auf den 8. September 1885 datiert. Der Belegungsplan sah zwei Leichenfelder vor, die jeweils in zwei Reihen zu je zwölf Gräber aufgestellt waren. Die Felder sind durch einen Mittelweg getrennt, der genau in Nord-Süd-Richtung verläuft.
Die letzte Bestattung ist auf das Jahr 1930 zurückzuführen. Die Wiederbelegung der Grabstätten ist ausgeschlossen. Die Grabsteine lässt man bewusst verwittern, als Symbol für die Vergänglichkeit des Menschen. Der Friedhof gehört zu den letzten materiellen Resten der jüdischen Gemeinde Brüggen, die bereits seit dem 18. Jahrhundert existierte.
Vorgänger des Friedhofes ist der Alte jüdische Friedhof an der Hochstraße.